# 巴尼奥 (上比利牛斯省)
巴尼奥（法語：Banios）是法国上比利牛斯省的一个市镇，属于巴涅雷德比戈尔区（Bagnères-de-Bigorre）巴涅雷德比戈尔县（Bagnères-de-Bigorre）。该市镇总面积5.26平方公里，2009年时的人口为54人。

## 人口
巴尼奥人口变化图示